# Dipartimento del Nordovest
Il dipartimento del Nordovest, menzionato anche come dipartimento del Nord-ovest, è un dipartimento di Haiti. Il capoluogo è Port-de-Paix.

## Geografia antropica

### Suddivisioni amministrative
Il dipartimento del Nordovest è suddiviso in 3 circondari:
- Môle-Saint-Nicolas
- Port-de-Paix
- Saint-Louis-du-Nord